# Kostel svatého Petra a Pavla (Budeč)
Románská rotunda svatého Petra a Pavla je součástí hradiště na Budči u obce Zákolany (a její části Kováry) v okrese Kladno. Jedná se o národní kulturní památku a má velký význam pro poznání nejstarší české sakrální architektury, protože její kruhová loď je nejstarší dochovanou stavbou tohoto typu na českém území a tvoří tak cenný doklad české státnosti. 

## Historie
Během archeologického výzkumu prováděného Milošem Šollem (1990) a revidovaného Andreou Bartoškovou (2003) bylo zjištěno, že se zřejmě jedná o nejstarší stále stojící křesťanskou stavbu na území České republiky. Výzkumy, spolu se stavebně-historickým průzkumem, prokázaly, že od základů až po klenbu je loď kostela původní stavbou rotundy sv. Petra. Její založení je podle písemných pramenů 10. století přisuzováno knížeti Spytihněvovi I. a mělo k němu dojít někdy mezi lety 895-915, s největší pravděpodobností roku 905.
Ve druhé polovině 11. století byla na severní straně připojena druhá apsida, která však ustoupila stavbě románské věže ve druhé polovině 12. století. Z doby připojení věže pravděpodobně pochází i rozšíření svatopetrského zasvěcení kostela o sv. Pavla.
Rotunda původně měla na východní straně podkovovitou apsidu, ta však byla v období baroka nahrazena pravoúhlým presbytářem. V okolí presbytáře jsou patrny pouze její pozůstatky.

## Stavba

### Exteriér

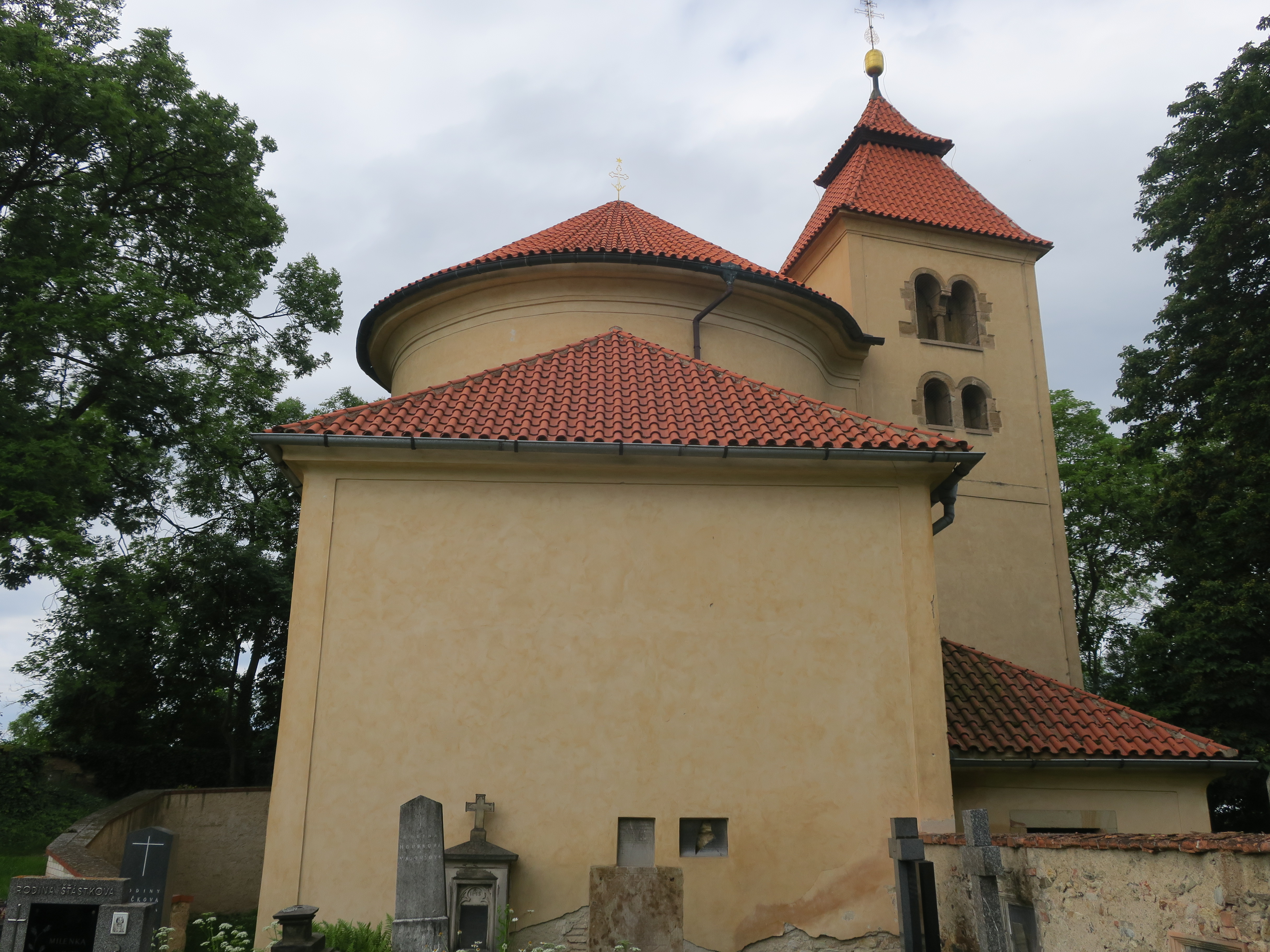
Kostel svatého Petra a Pavla, Budeč

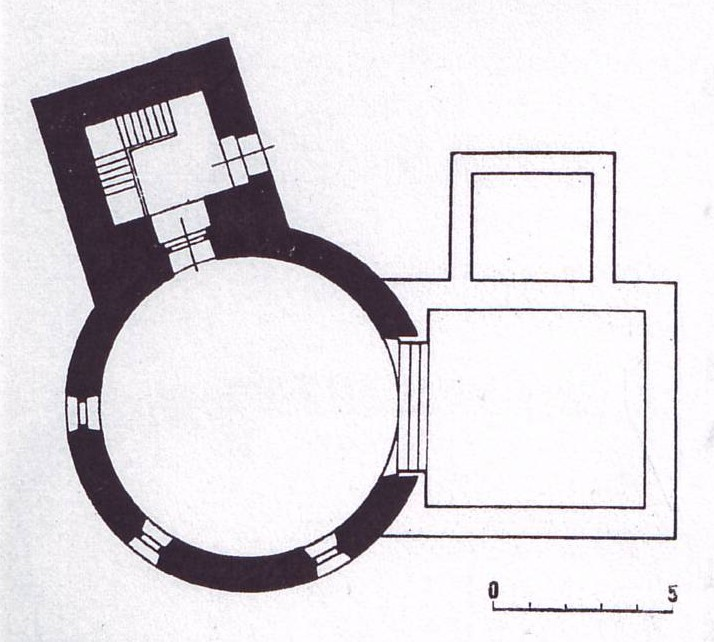
Půdorys kostela

Stavba leží v prostoru velkém asi půl hektaru, který nejspíš zaujímal dvorec.
Loď kostela se tyčí na kruhovém půdorysu o průměru 9 metrů, má přibližně metr silné stěny z dobového lomového zdiva a směrem ke hřbitovu do jejího interiéru vnáší světlo dvě okna tvaru lomeného oblouku se zkoseným ostěním. Je zakončena kuželovitou střechou.
Na severozápadě na kruhovou loď navazuje hranolovitá románská věž z kvádříkového zdiva s jehlanovitou střechou. Na severovýchodě je umístěn obloukový vstupní portál do věže, ke kterému vede kamenná cestička od branky. Na stejné fasádě je ve spodní polovině umístěno malé obdélníkové okénko, v horní polovině pak dvě malá oblouková okna a nad nimi jedno sdružené okno s oblouky oddělenými sloupkem. Oblouky oken jsou vyplněny deskami s otvory ve tvaru kříže.
Na severovýchodní, severozápadní a jihozápadní fasádě věže je umístěno po dvou dvojicích malých obloukových oken.
Fasáda lodi a věže je horizontálně členěna společným pásem. Fasáda lodi je členěna na dvě části, u věže je opatřena ještě jedním vlastním pásem a věž je tak rozčleněna do tří částí. Pasy jsou zvýrazněna i nároží věže.
Při severovýchodní části lodi je pravoúhlý barokní presbytář, který má čtvercové okno na severovýchodě a je náhradou za původní podkovovitou apsidu. Na něj navazuje renesanční přístavba sakristie z roku 1663, která je přístupná portálem z jihozápadu, a původně byla přistavěna a navazovala na apsidu.

### Interiér
Jednotlivé části prostoru jsou kopulovitě zaklenuty a provázány vítězným obloukem lomeného tvaru. Vrchol klenby lodi se nachází ve výšce 13 metrů. Stěny v interiéru kostela jsou omítnuty vápennou omítkou, v menší míře se propisuje kamenné zdivo. Podlaha je vydlážděna z kamenných kvádrů propisujících se jako čtvercová síť.
Objekt je vybaven kamennou renesanční kazatelnou, kamennou mensou a velkým dřevěným krucifixem. V kruhovém půdorysu se pak nachází obloukový dřevěný kůr s varhanami a několik dřevěných vyřezávaných lavic.

## Zajímavosti
Zajímavostí je, že podle svatováclavských legend na Budči pobýval svatý Václav. Na Budeč byl poslán otcem Vratislavem, aby se zde učil čtení, psaní, zpěvu a dovednostem potřebným pro vládnutí.
O Václavovi a dalších českých bájných postavách se zmiňuje také Hájkova kronika.
Kromě písemných pramenů o zajímavosti stavby svědčí i archeologické průzkumy.
Na rotundu je vázán hřbitov s 56 nalezenými hroby (Šolle, 1990; Váňa, 1995, 77-94). Radiální rozmístění hrobů kolem rotundy svědčí o pohřbívání nedlouho po postavení kostela. V několika hrobech byly nalezeny šperky velkomoravského charakteru, ve dvou pak ostruhy s dlouhými bodci.
Ve zvonovém patře věže jsou zavěšeny dva zvony. Menší z nich byl neznámým zvonařem odlit v roce 1754, hlavním tónem je cis’’, průměr věnce činí 69 cm a hmotnost zvonu je odhadována na 200 kg. Větší zvon je novodobý.
Na fasádě stavby rotundy se nachází pamětní deska upomínající na zemřelé děti Olgu Felcmanovou a Milana Felcmana z roku 1881.
Další zajímavostí je archeologicky zjištěný příkop kolem rotundy (Šolle, 1982). Jeho původní účel zatím není znám, mohl mít pouze symbolický význam.

## Galerie

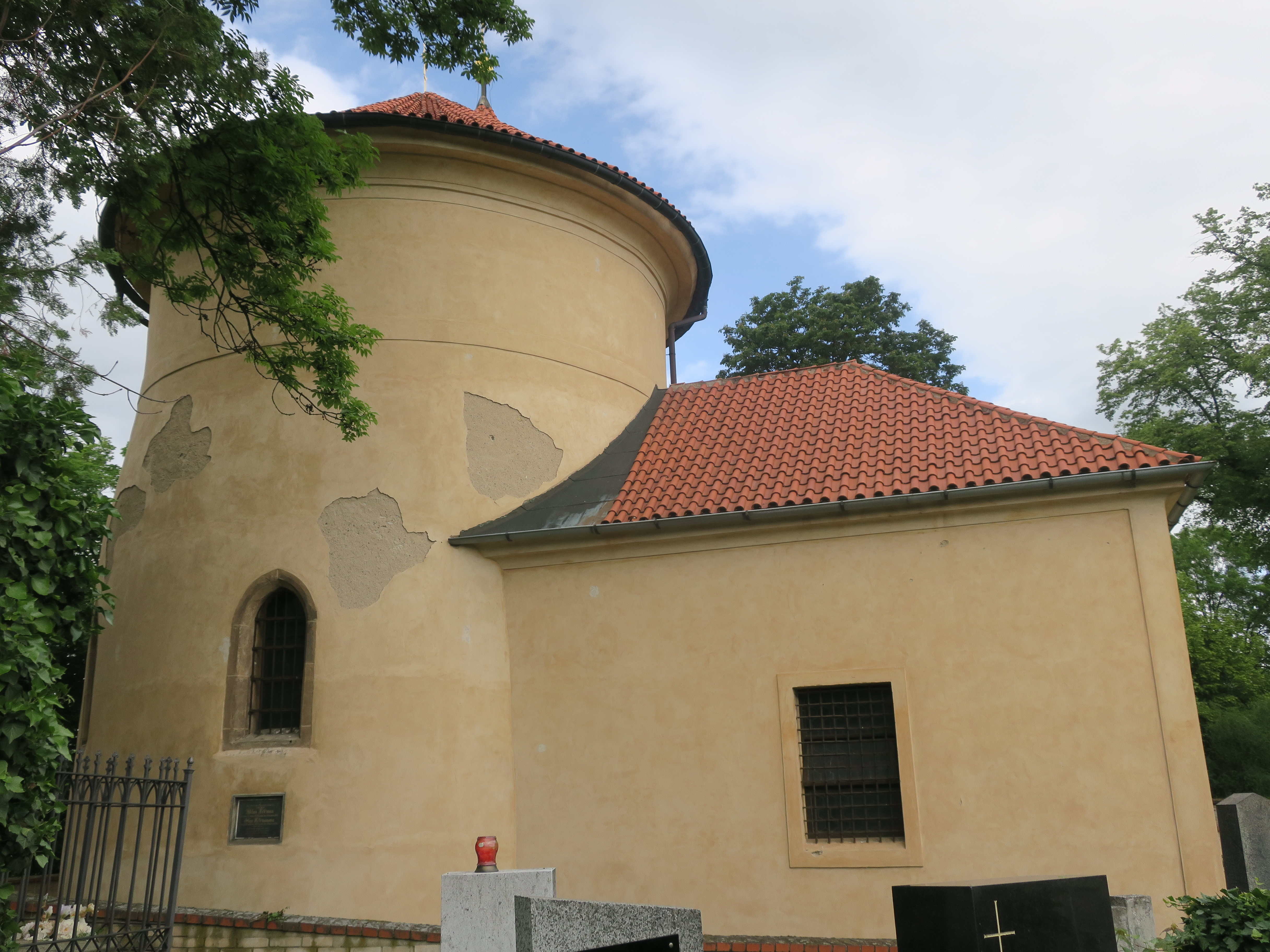
Pohled na kostel od hřbitova
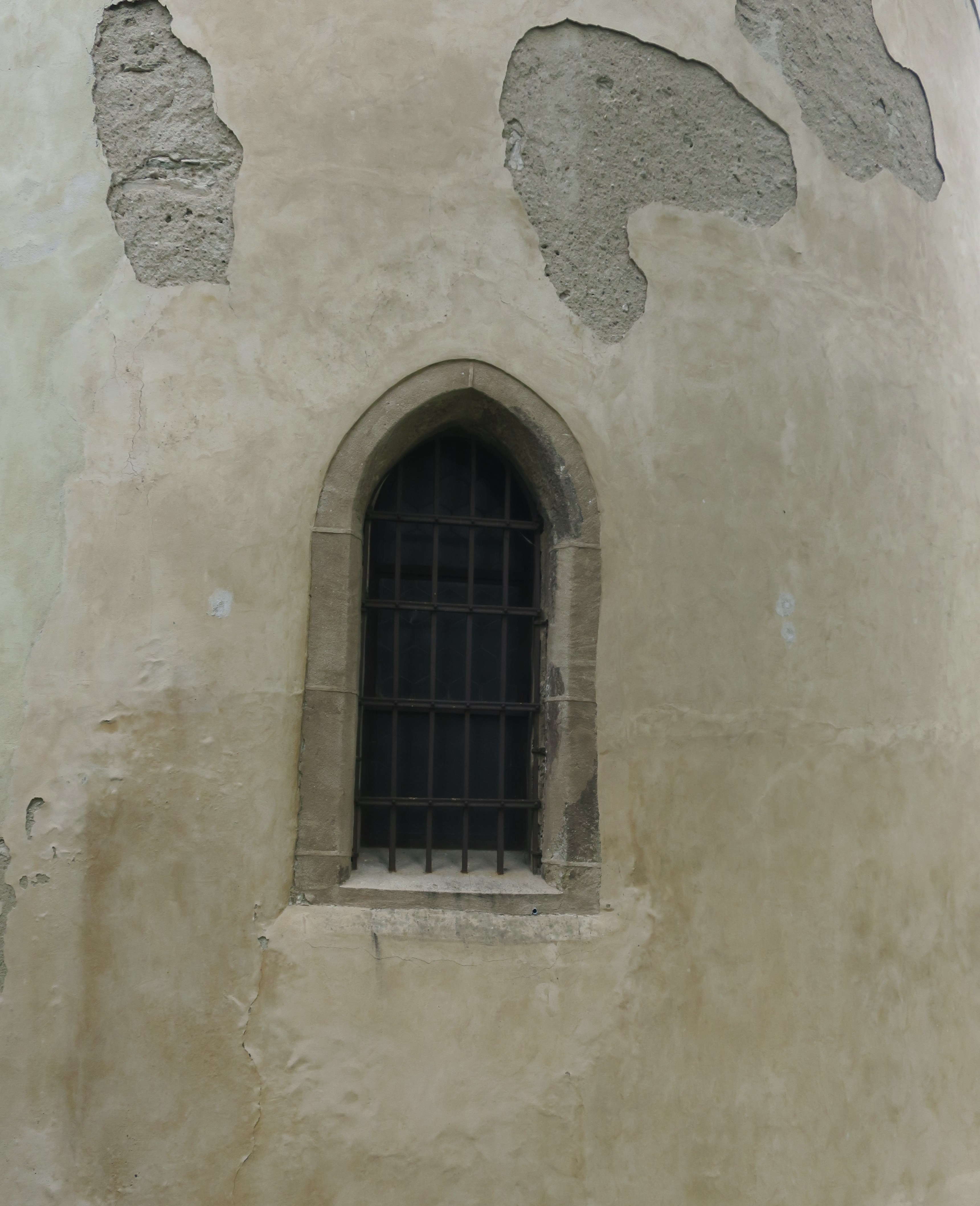
Okno tvaru lomeného oblouku
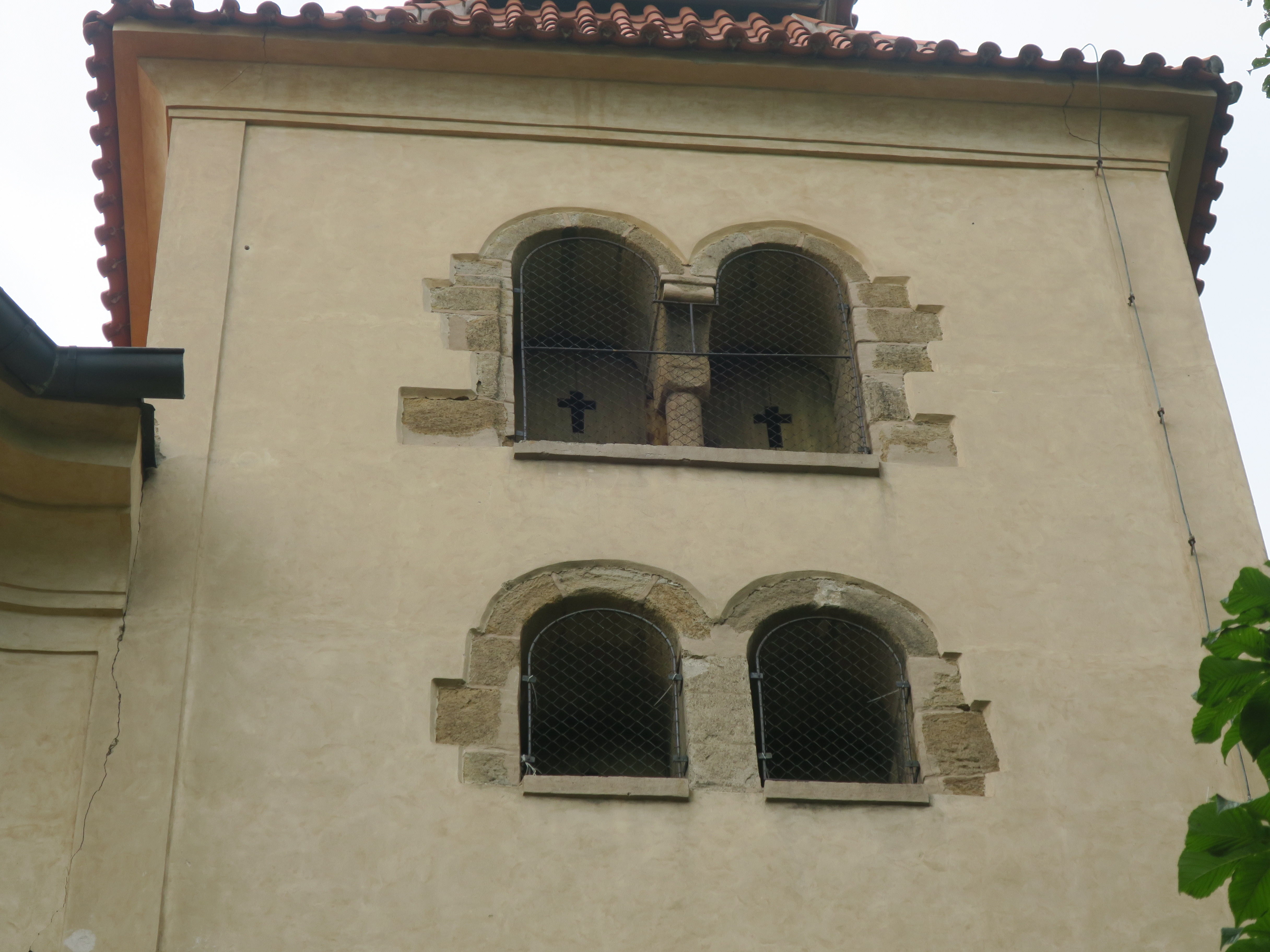
Sdružená okna
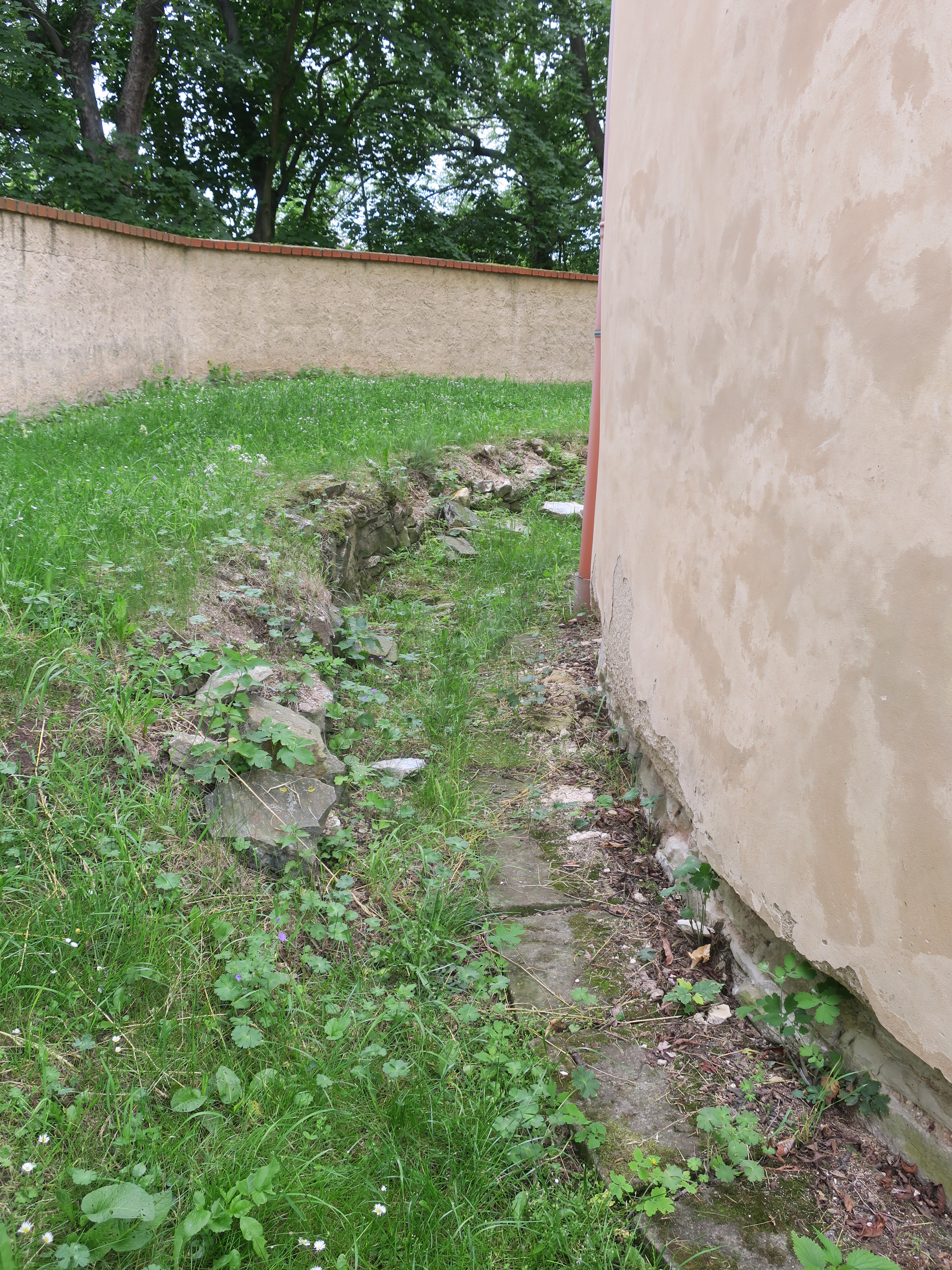
Pozůstatky podkovovité apsidy
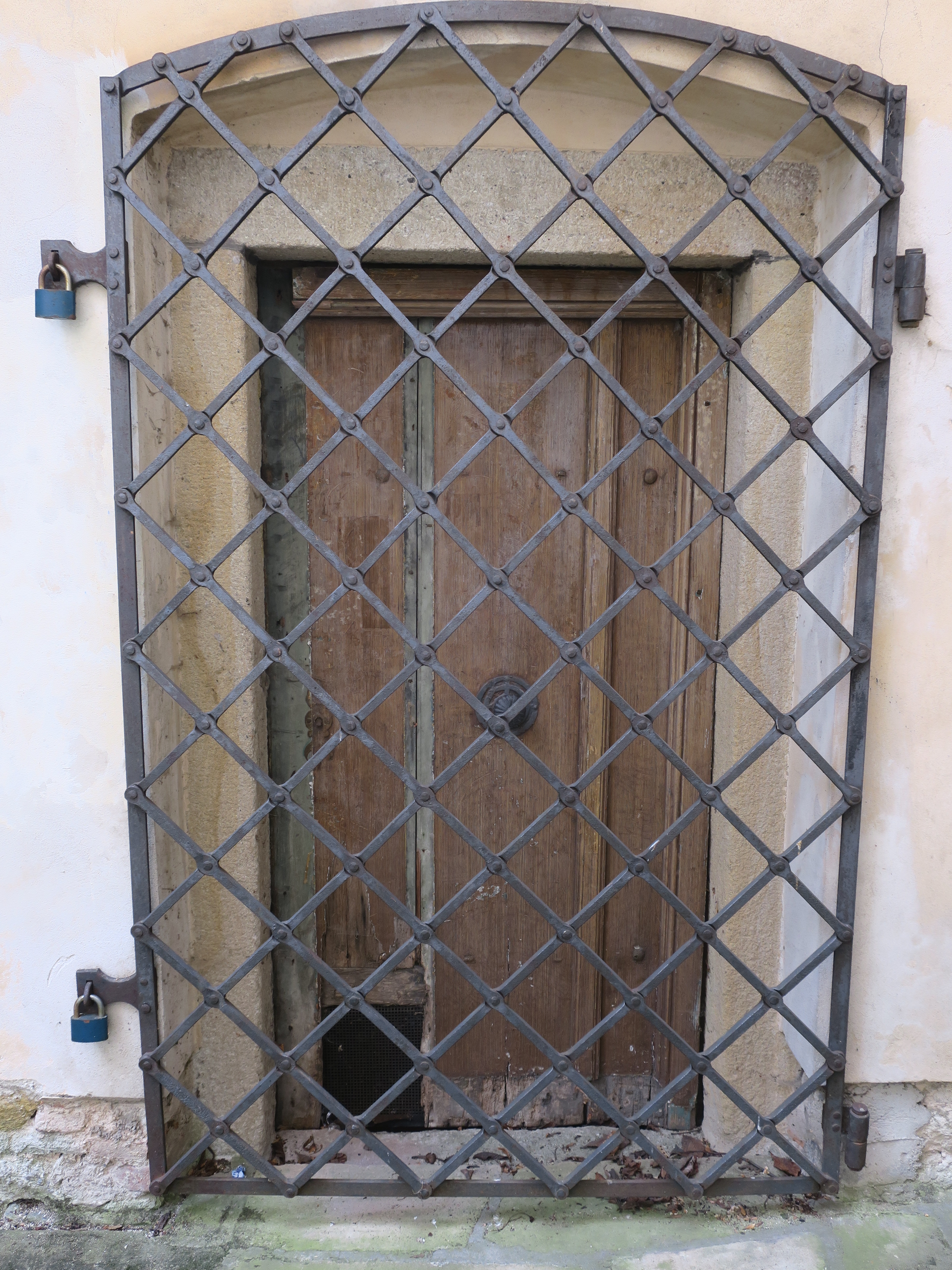
Portál do sakristie
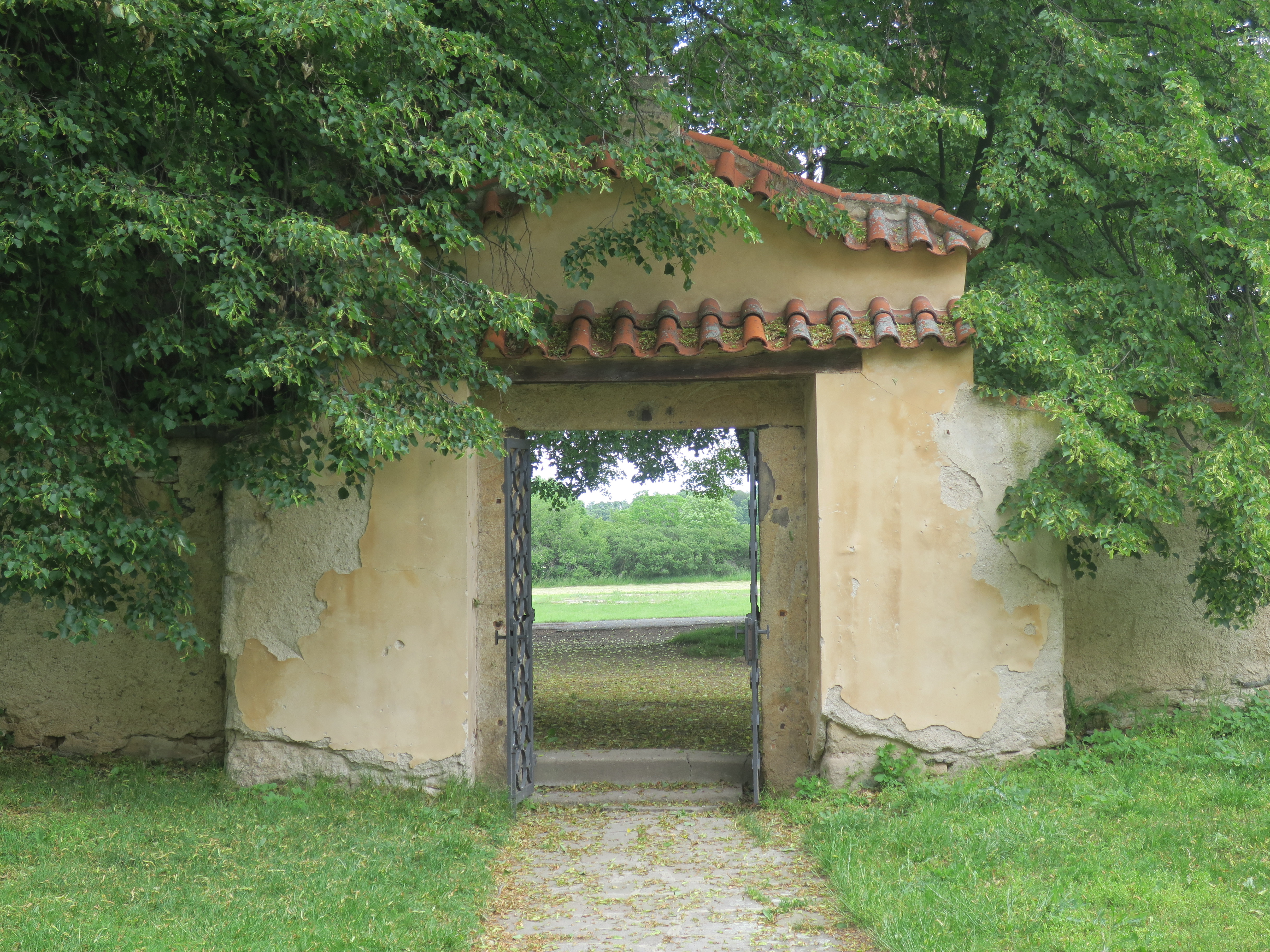
Branka a kamenná cesta
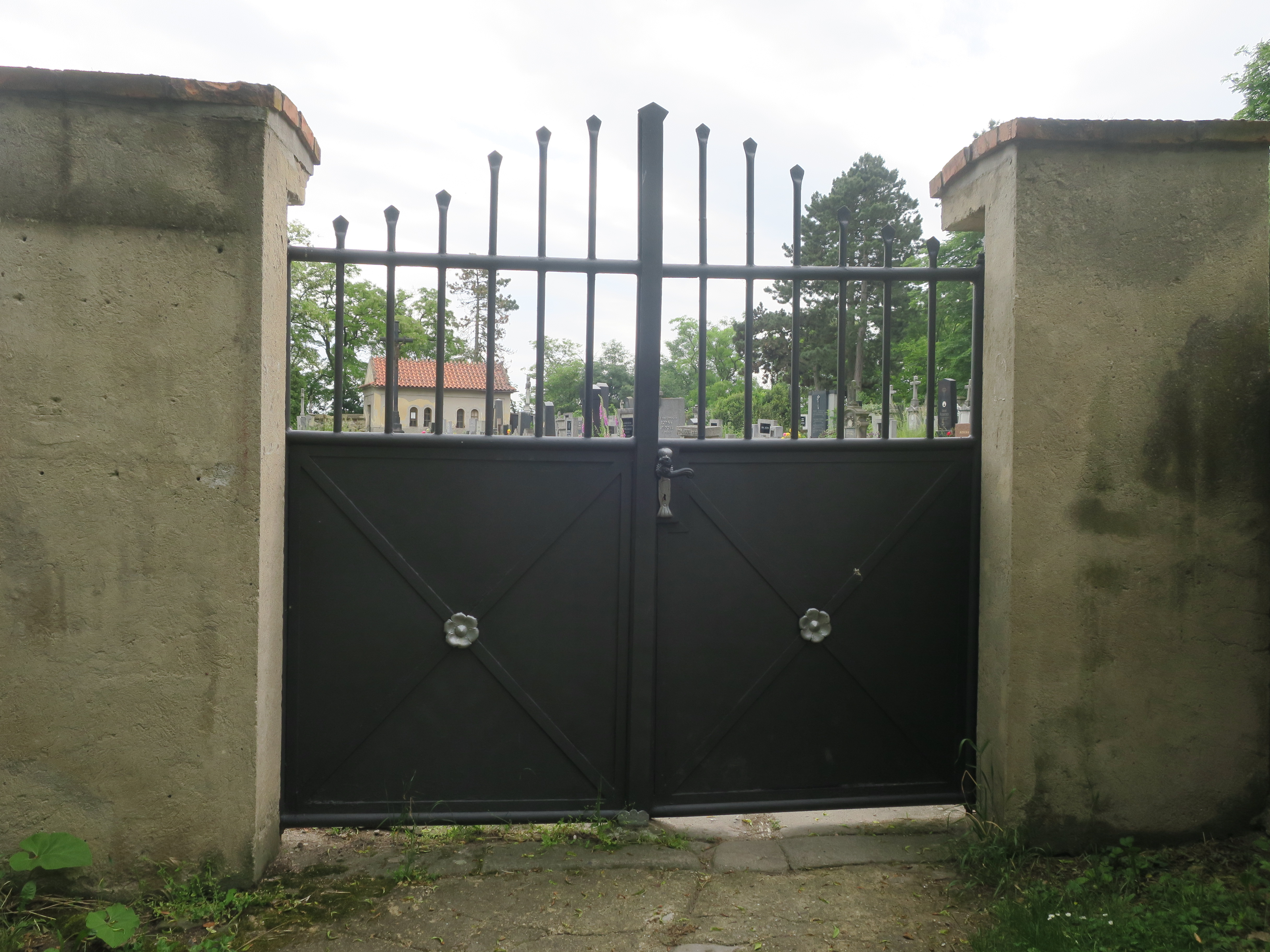
Branka vedoucí na hřbitov
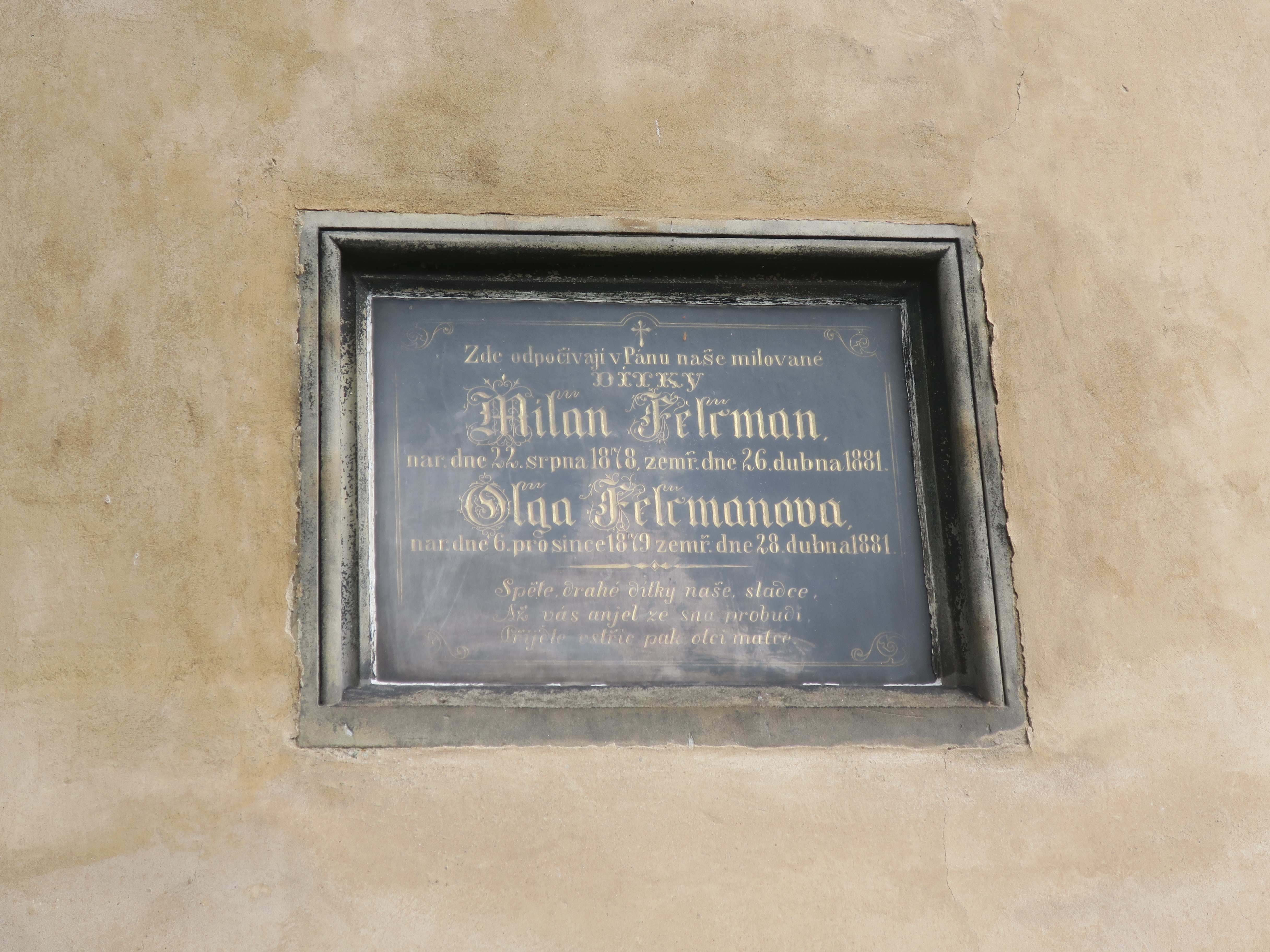
Pamětní deska